# Jan Kovář
Jan Kovář (ur. 20 marca 1990 w Písku) – czeski hokeista, reprezentant Czech, dwukrotny olimpijczyk.
Jego brat Jakub (ur. 1988) także został hokeistą i gra na pozycji bramkarza.

## Kariera klubowa
- IHC Písek U18 (2004-2005)
- HC Pilzno U18 (2005-2007)
- HC Pilzno 1929 (2008-2013)
  -  HC Klatovy (2009)
  -  KLH Chomutov (2010)
  -  HC Slovan Ústečtí Lvi (2011)
  -  KLH Chomutov (2012)
- Mietałłurg Magnitogorsk (2013-2018)
- Providence Bruins (2018)
- HC Pilzno 1929 (2018-2019)
- EV Zug (2019-)

Wychowanek klubu IHC Písek w rodzinnym mieście. W 2005 roku został zawodnikiem klubu HC Pilzno 1929. Początkowo grał w zespołach juniorskich, a od 2008 roku w drużynie seniorskiej (w kolejnych sezonach był ponadto przekazywany tymczasowo krótkotrwale do innych klubów - z nimi każdorazowo zdobywał mistrzostwo 1. ligi czeskiej).
W sezonie ekstraligi czeskiej 2011/2012 z HC Pilzno zdobył brązowy medal mistrzostw Czech. W sezonie 2012/2013 z HC Škoda Pilzno zdobył złoty medal. W fazie play-off został najskuteczniejszym strzelcem, asystentem oraz był pierwszy w punktacji kanadyjskiej i klasyfikacji +/- rozgrywek.
Tuż po zdobyciu mistrzostwa Czech, pod koniec kwietnia 2013 roku został zawodnikiem rosyjskiego klubu Mietałłurga Magnitogorsk, z którym podpisał trzyletni kontrakt. W barwach tego zespołu rozegrał pięć sezonów i po edycji KHL 2017/2018 odszedł z klubu.
W lipcu 2018 został zawodnikiem New York Islanders, podpisujący roczny kontrakt na występy w NHL. Nie występując w tym zespole w październiku 2018 został przekazany do drużyny Providence Bruins w lidze AHL. W grudniu 2018 powrócił do zespołu z Pilzna, z którym rozstał się po zakończeniu sezonu 2018/2019. W czerwcu 2019 został zawodnikiem szwajcarskiego zespołu EV Zug, z opcją odejścia do klubów NHL. W lutym 2020 przedłużył kontrakt o trzy lata z ważną klauzulą dotyczącą możliwości przejścia do klubu z KHL. We wrześniu 2021 ogłoszono, że przedłużył kontrakt z klubem o dwa lata.

## Kariera reprezentacyjna
Wystąpił w barwach reprezentacji Czech do lat 18 na mistrzostwach świata Dywizji IA w 2008, gdzie uzyskał awans do Elity. Z reprezentacją do lat 20 zagrał na mistrzostwach świata juniorów Elity 2010. Zdobył wówczas sześć punktów, w tym trzy gole za hat trick w meczu 4 stycznia 2010 ze Słowacją. W seniorskiej kadrze Czech podjął występy w sezonie 2010/2011 w turniejach Euro Hockey Tour. Uczestniczył w turniejach mistrzostw świata w 2013, 2014, 2015, 2016, 2017, 2019, 2021 oraz zimowych igrzysk olimpijskich 2018, 2022.

## Sukcesy
Reprezentacyjne

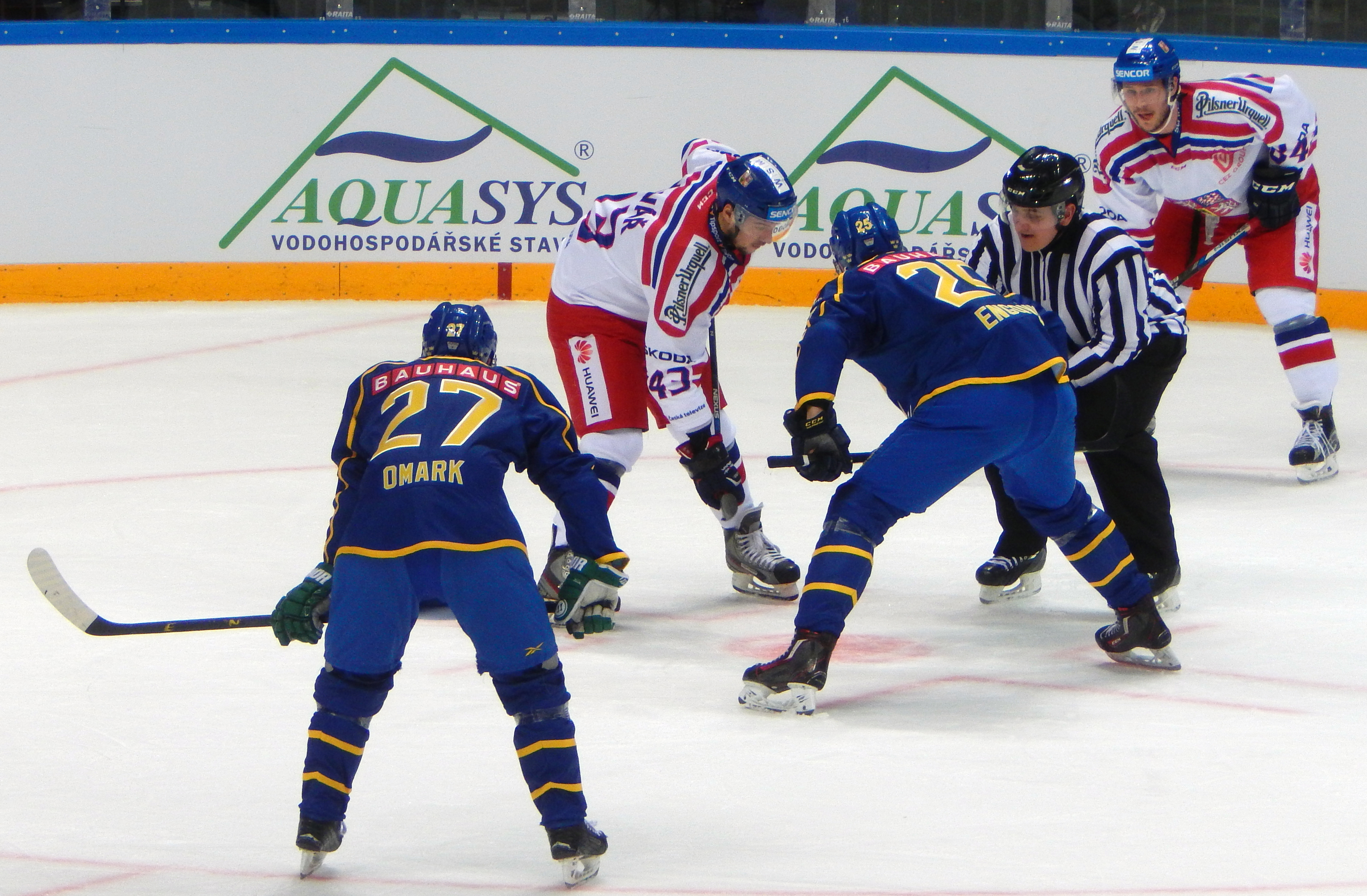
Jan Kovář (z lewej w białym stroju z nr 43) w barwach Czech (2015)

- Awans do Elity mistrzostw świata do lat 18: 2008

Klubowe
- Mistrzostwo 1. ligi: 2010 z KLH Chomutov, 2011 ze Slovanem Ústečtí Lvi, 2012 z Piráti Chomutov
- Awans do ekstraligi: 2012 z Piráti Chomutov
- Brązowy medal mistrzostw Czech: 2012 z HC Pilzno
- Złoty medal mistrzostw Czech: 2013 z HC Škoda Pilzno
- Puchar Gagarina – mistrzostwo KHL: 2014, 2016 z Mietałłurgiem Magnitogorsk
- Złoty medal mistrzostw Rosji: 2014, 2016 z Mietałłurgiem Magnitogorsk
- Finał o Puchar Gagarina: 2017 z Mietałłurgiem Magnitogorsk
- Srebrny medal mistrzostw Rosji: 2017 z Mietałłurgiem Magnitogorsk
- Złoty medal mistrzostw Szwajcarii: 2021, 2022 z EV Zug

Indywidualne
- Czeska liga juniorów do lat 18 w sezonie 2006/2007:
  - Pierwsze miejsce w klasyfikacji strzelców: 40 goli
  - Pierwsze miejsce w klasyfikacji kanadyjskiej: 79 punktów
- Czeska liga juniorów do lat 20 w sezonie 2007/2008:
  - Pierwsze miejsce w klasyfikacji +/-: +36
- Mistrzostwa świata do lat 18 w hokeju na lodzie mężczyzn 2009/I Dywizja:
  - Drugie miejsce w klasyfikacji asystentów turnieju: 7 asyst[12]
  - Piąte miejsce w klasyfikacji kanadyjskiej turnieju: 8 punktów[13]
- Ekstraliga czeska w hokeju na lodzie (2009/2010):
  - Pierwsze miejsce w klasyfikacji kanadyjskiej wśród juniorów: 13 punktów
- Ekstraliga czeska w hokeju na lodzie (2012/2013):
  - Pierwsze miejsce w klasyfikacji strzelców w fazie play-off: 11 goli
  - Pierwsze miejsce w klasyfikacji asystentów w fazie play-off: 15 asyst
  - Pierwsze miejsce w klasyfikacji kanadyjskiej w fazie play-off: 26 punktów
  - Pierwsze miejsce w klasyfikacji +/- w fazie play-off: +12
  - Hokeista sezonu czeskiej ekstraligi[14]
- KHL (2013/2014):
  - Mecz Gwiazd KHL[15]
  - Piąte miejsce w klasyfikacji strzelców w sezonie zasadniczym: 23 gole
  - Pierwsze miejsce w klasyfikacji asystentów w sezonie zasadniczym: 45 asyst
  - Drugie miejsce w klasyfikacji kanadyjskiej w sezonie zasadniczym: 68 punktów
  - Pierwsze miejsce w klasyfikacji +/- w sezonie zasadniczym: +46
    - Najbardziej Wartościowy Gracz (MVP) Sezonu (dla zawodnika legitymującego się najlepszym współczynnikiem w klasyfikacji "+,-" po sezonie regularnym)

  - Drugie miejsce w klasyfikacji asystentów w fazie play-off: 18 asyst
  - Trzecie miejsce w klasyfikacji kanadyjskiej w fazie play-off: 26 punktów
  - Drugie miejsce w klasyfikacji +/- w fazie play-off: +12
  - Nagroda Najlepsza Trójka dla tercetu najskuteczniejszych strzelców ligi (oraz Danis Zaripow i Siergiej Moziakin) - łącznie 71 goli
- KHL (2014/2015):
  - Drugie miejsce w klasyfikacji asystentów w sezonie zasadniczym: 44 asysty
  - Drugie miejsce w punktacji kanadyjskiej w sezonie zasadniczym: 68 punktów
- KHL (2015/2016):
  - Drugie miejsce w klasyfikacji strzelców w fazie play-off: 8 goli
  - Piąte miejsce w klasyfikacji strzelców zwycięskich goli w fazie play-off: 2 gole
  - Pierwsze miejsce w klasyfikacji asystentów w fazie play-off: 15 asyst
  - Drugie miejsce w punktacji kanadyjskiej w fazie play-off: 23 punkty
  - Trzecie miejsce w klasyfikacji +/- w fazie play-off: +13
  - Złoty Kask (przyznawany sześciu zawodnikom wybranym do składu gwiazd sezonu)[16]
- KHL (2016/2017)[17][18]:
  - Trzecie miejsce w klasyfikacji zwycięskich goli w sezonie zasadniczym: 6 goli
  - Drugie miejsce w klasyfikacji strzelców w fazie play-off: 10 goli
  - Czwarte miejsce w klasyfikacji strzelców zwycięskim goli meczowych w fazie play-off: 2 gole
  - Piąte miejsce w klasyfikacji asystentów w fazie play-off: 15 asyst
  - Pierwsze miejsce w klasyfikacji kanadyjskiej w fazie play-off: 25 punktów
  - Złoty Kask (przyznawany sześciu zawodnikom wybranym do składu gwiazd sezonu)
  - Nagroda Żelazny Człowiek (dla zawodnika, który rozegrał najwięcej spotkań mistrzowskich w ostatnich trzech sezonach): 230 rozegranych meczów[19].
- Mistrzostwa Świata w Hokeju na Lodzie 2019/Elita:
  - Piąte miejsce w klasyfikacji +/- turnieju: +11[20]
- National League (2021/2022):
  - Piąte miejsce w klasyfikacji strzelców w fazie play-off: 5 goli
  - Pierwsze miejsce w klasyfikacji asystentów w fazie play-off: 16 asyst
  - Pierwsze miejsce w klasyfikacji kanadyjskiej w fazie play-off: 21 punktów[21]